# 兵庫県警察高速道路交通警察隊
兵庫県警察高速道路交通警察隊（ひょうごけんけいさつこうそくどうろこうつうけいさつたい）は、兵庫県警察の高速道路取締り組織である。

## 隊本部
- 西宮市山口町下山口145番地

### 隊長
- 角田正文

## 分駐隊
- 垂水分駐隊
- 西宮北分駐隊（隊本部に併設）
- 丹南分駐隊
- 加古川北分駐隊
- 姫路西分駐隊（山陽姫路西インターチェンジに設置）
- 福崎分駐隊
- 和田山分駐隊
- 京橋分駐隊
- 名谷分駐隊
- 洲本分駐隊